# Nepenthes adnata
Nepenthes adnata je endemická láčkovka ze Západní Sumatry, kde roste v nadmořské výšce od 600 do 1 200 metrů. Druhové jméno adnata znamená široce připojený, popisuje připojení báze čepele listu.

## Historie
N. adnata byla objevena Willemem Meijerem, nizozemským botanikem, v roce 1957 poblíž řeky Tjampo na Západní Sumatře ve výšce 1000 m. Druh byl poprvé popsán v roce 1986.

## Popis
N. adnata je drobný druh. Stonek je válcovitého průřezu, převislý nebo vystoupavý. Zřídka přesahuje 3 mm v průměru a 2 m délky. Internodia jsou až 10 cm dlouhá. Listy kožovité, přisedlé. Čepel elipsovitá, kopinatá, až 10 cm dlouhá a 2 cm široká. Báze čepele přisedlá, vrchol tupý až špičatý. 2 až 3 podélné žilky na každé straně středního žebra. zpeření obtížně rozlišitelné. Úponky mohou být až 5 cm dlouhé.

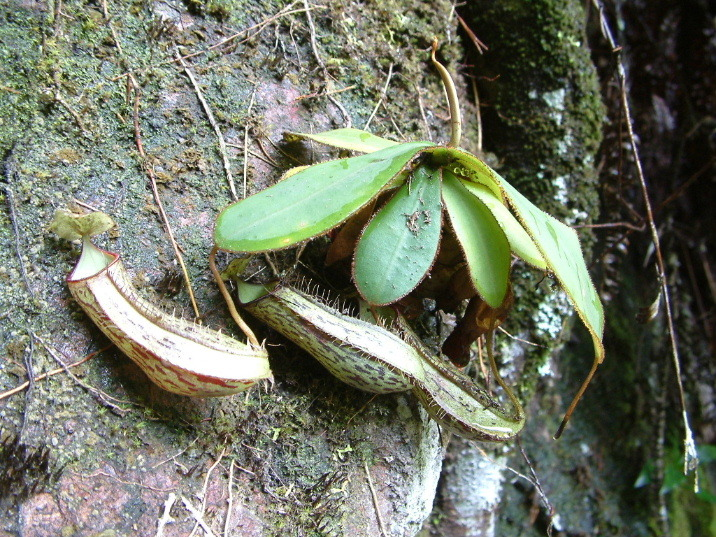
Růžice listů se spodními láčkami, lemovanými křidélky

Růžice a spodní láčky jsou ve spodní třetině vejčité, pak válcovité, malé, do 10 cm délky a 2,5 cm v průměru. Láčky ležící na zemi jsou po straně lemovány dvěma roztřepenými křidélky. Oblast se žlázami, vylučujícími tekutinu, se nachází ve spodní třetině láčky. Ústí je kruhovité, sešikmené dovnitř. obústí je až 2 mm široké, nevýrazně zoubkované. Víčko je okrouhlé, na bázi srdcovité. Na horní straně mmohou být jemné chloupky. Na bázi víčka se nachází měkký trn.

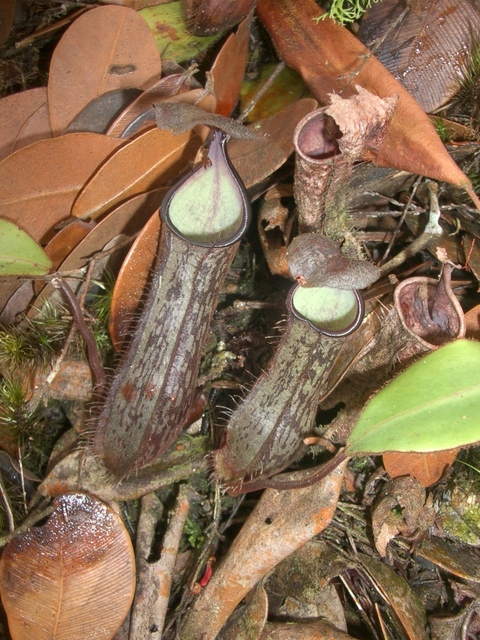
Spodní láčky
N. adnata

Výše rostoucí láčky jsou ve spodní čtvrtině oválné, nahoře válcovité až nálevkovité. křidélka jsou redukována v žebra, občas ale mohou nést řasení. Jinak se víceméně neliší od spodních láček.

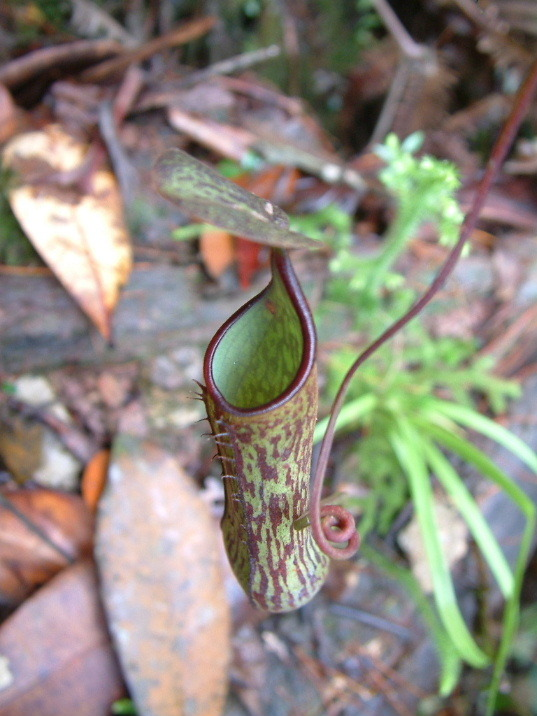
Horní láčka N. adnata

Láčkovky mají racemózní květenství. U samčích rostlin hlavní osa dosahuje 10 cm délky, zatímco samičí zřídka dorůstají 7 cm. Květní stopky nemají listeny a jsou až 10 mm dlouhé. Kališní lístky jsou kopinaté, vejčité, asi 4 mm dlouhé. Plody jsou až 40 mm dlouhé.
Na hranách čepele jsou drobné hnědé chloupky. Řapík a čepel nesou řídký pokryv krátkých bílých chloupků. Květenství je pokryto drobnými hnědými chloupky.
Láčky N. adnata jsou červenofialově kropenaté. Obústí je obvykle tmavě fialové. Vnitřní povrch láčky je bílý až světle zelený, listy jsou celé zelené.